# 張塞
張 塞（ちょう さい、朝鮮語: 장새、生没年不詳）は、百済東城王代に南斉に使臣として派遣された百済官僚。姓が張氏という漢姓で、中国語が堪能であり、南斉との外交活動に従事したことから、中国系の百済人とみられる。官職は参軍。

## 概要
495年にそれぞれ楽浪太守、城陽太守、朝鮮太守、参軍を仮授された慕遺、王茂、張塞、陳明は、495年以前の地位はみられない。慕遺、王茂、張塞、陳明は、それ以前から百済に仕えていたであろうが、495年に大抜擢されたのであって、5世紀後半の新興勢力の登用・抬頭を象徴するものとみてよい。475年の百済の一時滅亡とそれに伴う新百済王となった文周王系の東城王は、自らの権力基盤を固めるために、既存とは異なり、有能な貴族・官僚を積極的に登用、王権に取り込み、東城王はその過程において新たに登用した百済貴族・新興官僚に百済独自の王号・侯号・太守号を仮授していったとみられる。また、これら王号・侯号は、朝鮮半島西南部の地名とみられるが、475年以後、百済が積極的に領有化を進めた地域であり、百済は新たに獲得した地を冠した百済独自の王号・侯号・太守号を新規登用した百済貴族・新興官僚に仮授することによって、王権内部に位置づけようとした。

## 出自
百済には中国系の百済官僚が多数存在しており、これを示すのが『南斉書』百済伝の以下の記事である。
この記事には慕遺、王茂、張塞、陳明などがみえるが、彼らは姓氏から推して中国系の百済官僚といえる。特に張塞は熊本県玉名郡和水町（旧菊水町）にある前方後円墳・江田船山古墳から出土した鉄剣銘文の書者である張安と通じるので、張安は百済から渡った中国系の知識人の可能性がある。
百済における424年の長史張威、472年の司馬張茂、495年の参軍張塞はいずれも張姓であり、同族の可能性がある。
| 時期                  | 人名 | 既保有官職     | 百済王 私署 官職     | 任命追認官職（爵号） | 任命要請事由                              | 国家 |
| --------------------- | ---- | -------------- | -------------------- | -------------------- | ----------------------------------------- | ---- |
| 久尓辛王五年（424年） | 張威 | 長史           |                      |                      | 使節                                      | 劉宋 |
| 蓋鹵王十八年（472年） | 余礼 | 駙馬都尉・長史 | 冠軍将軍・弗斯侯     | 未詳                 | 使臣                                      | 北魏 |
| 蓋鹵王十八年（472年） | 張茂 | 司馬           | 龍驤将軍・帯方太守   | 未詳                 | 使臣                                      | 北魏 |
| 東城王八年（490年）   | 高達 | 長史           | 行建威将軍・広陽太守 | 建威将軍・広陽太守   | 先例・使臣・邊効邊夙著・勤労公務          | 南斉 |
| 東城王八年（490年）   | 楊茂 | 司馬           | 行建威将軍・朝鮮太守 | 建威将軍・朝鮮太守   | 先例・使臣・志行清壱・公務不廃            | 南斉 |
| 東城王八年（490年）   | 会邁 | 参軍           | 行宣威将軍           | 宣威将軍             | 先例・使臣・執志・周密・屢致勤効          | 南斉 |
| 東城王十七年（495年） | 慕遺 | 長史           | 行龍驤将軍・楽浪太守 | 龍驤将軍・楽浪太守   | 使臣・在官忘私 唯公是務 見危授命 蹈難弗顧 | 南斉 |
| 東城王十七年（495年） | 王茂 | 司馬           | 行建武将軍・城陽太守 | 建武将軍・城陽太守   | 使臣・在官忘私 唯公是務 見危授命 蹈難弗顧 | 南斉 |
| 東城王十七年（495年） | 張塞 | 参軍           | 行振武将軍・朝鮮太守 | 振武将軍・朝鮮太守   | 使臣・在官忘私 唯公是務 見危授命 蹈難弗顧 | 南斉 |
| 東城王十七年（495年） | 陳明 | ?              | 行揚武将軍           | 揚武将軍             | 使臣・在官忘私 唯公是務 見危授命 蹈難弗顧 | 南斉 |

## 考証
495年に百済の東城王が南斉に派遣したときには、沙法名、賛首流、解礼昆、木干那、慕遺、王茂、張塞、陳明の8人に将軍号を仮授し、その正式承認を求めている。この8人は2つの階層に分けることができる。沙法名、賛首流、解礼昆、木干那の4人は3文字名であり、中国的な名ではない。『隋書』百済伝は「国中の大姓は八族があり、沙氏・燕氏・刕氏・解氏・真氏・国氏・木氏・苩氏である」と記録しており、4人のうち3人がその八族に該当しており、つまり、その4人は貴族である。慕遺、王茂、張塞、陳明の4人は中国的な名であり、また府官として南斉に派遣された人々である。貴族には邁羅王、辟中王、弗中侯、面中侯などの王侯の爵位を仮授している。王侯号は百済王号に類似し、貴族が百済王権に完全に従属しているわけではないことを窺わせる。一方、府官は楽浪太守、城陽太守、朝鮮太守などの地方官を仮授している。地方官は百済王に仕える官僚であり、君臣関係が明確である。このように王侯の爵号は貴族のみに与えられるものであり、地方官は府官のみが任命されており、将軍号が全員に分け隔てなく仮授されているのに対して、身分によって区別されている。ここから百済は、王侯を与えられる貴族と、府官として登用された流亡漢人系によって構成されていたことがわかる。身分によってその政治的地位が分けられている彼らを、百済王は将軍号によって一元的に序列化していた。百済王の仮授からその支配者層が、王を核としながらも相対的な自立性を含む王侯と、王の臣僚としての性質が強い府官層の二重構造であることを確認できる。